# Geografía de Togo

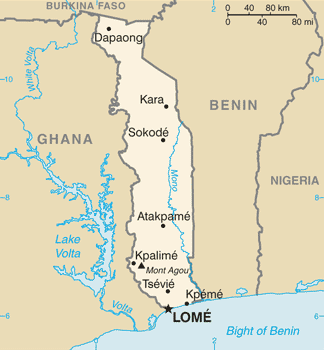
Togo

Togo es una pequeña nación subsahariana negra que comprende una larga y estrecha franja de tierra en el África Occidental.
Las coordenadas geográficas medias de Togo son 8°0′ de latitud norte y 1°10′ de longitud este. Limita con tres países: Benín, al este, con 644 kilómetros de frontera; Burkina Faso al norte, con 126 km de frontera, y Ghana, con 877 km de frontera . Hacia el sur, Togo tiene 56 km de costa a lo largo del golfo de Benín, un sector del Golfo de Guinea en el Océano Atlántico.
Togo tiene una longitud de 579 kilómetros de norte a sur (desde su límite con Burkina Faso hasta su litoral en el golfo de Benín) y mide solo 160 km de oeste a este en su punto más ancho. En total, Togo tiene una superficie de 56.785 km², de los cuales 54.385 km² es tierra y 2.400 km² es agua.
En la costa (la zona más poblada de Togo), se halla la capital del país, Lomé, la cual tiene la peculiaridad de ser una de las pocas capitales de nación situadas en zona fronteriza, en este caso junto a la frontera de Ghana. Según se avanza hacia el interior el territorio gana en altura, de forma que en el centro del país se encuentra una amplia meseta.

## Geografía física

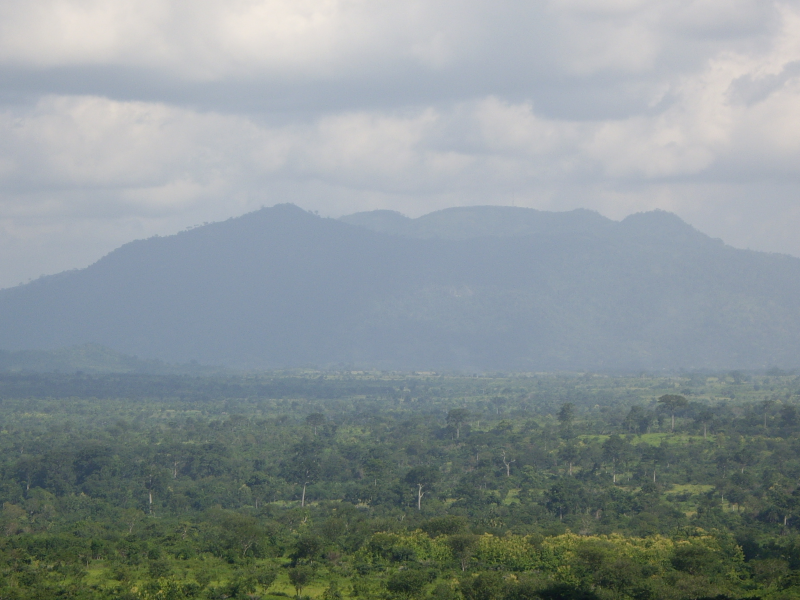
Monte Agou, la cima más alta de Togo, de 1020 m, en la región del Altiplano.

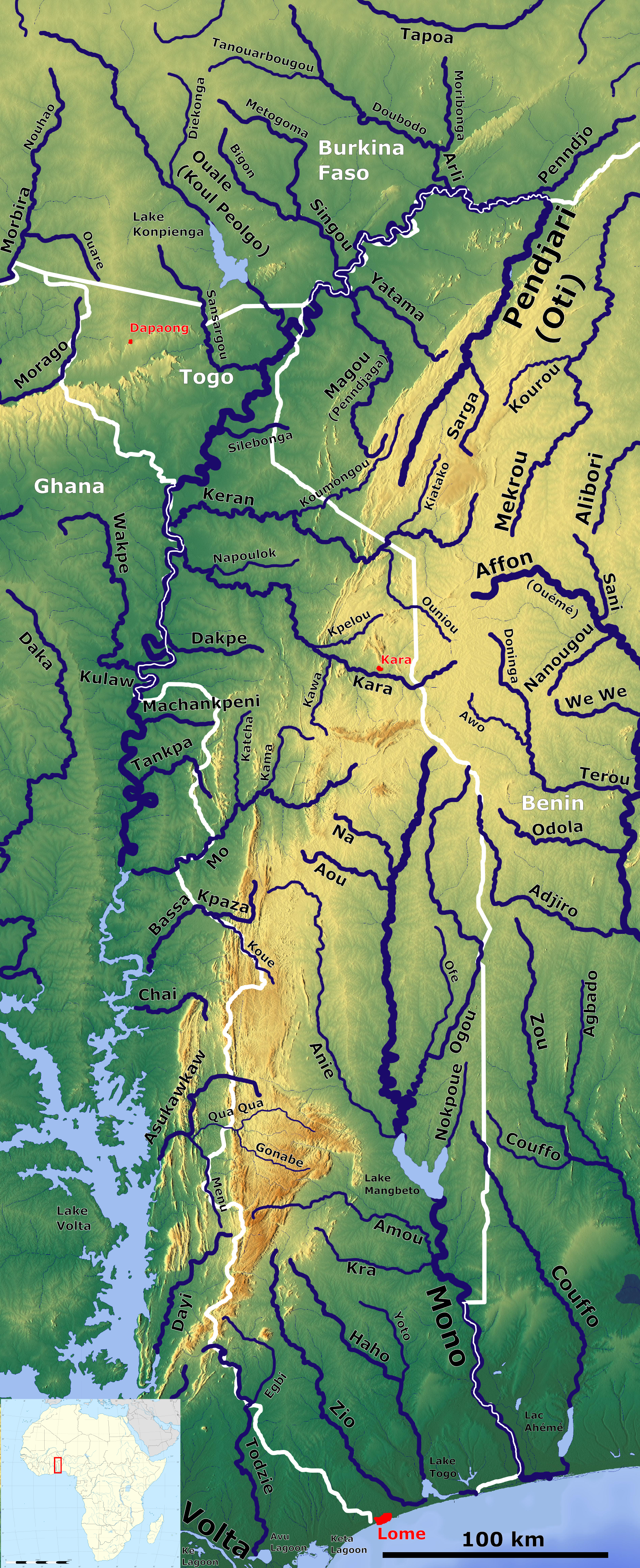
Ríos de Togo

En Togo se distinguen tres regiones diferenciadas: la llanura litoral, en el S, con 56 km de costas bajas y arenosas, donde abundan las formaciones lagunares; el altiplano central, constituido en general por relieves ondulados de poca altura, si bien en la región central se levanta una dorsal montañosa de orientación SO-NE formada por las montañas Togo, llamadas, en Benín, montañas de Atakora, donde los relieves alcanzan los 1000 m de altitud (monte Agou, 1.020 m, altura máxima); finalmente, la llanura aluvial del N, en su mayor parte formada por la cuenca del río Oti, tributario del río Volta.

#### Hidrografía
La red hidrográfica está compuesta principalmente por el río Mono y sus afluentes que riegan la sección central del país y la llanura meridional, para desembocar luego en el golfo de Guinea; en el N destaca el río Oti, perteneciente a la cuenca del Volta. El 60 % de la población se concentra en la llanura litoral, donde se encuentra la capital, Lomé, única ciudad del país. Otros centros de menor importancia son Sokodé, Palimé, Mango y Atakpamé.

#### Vegetación
El manto vegetal está constituido por cocoteros en la franja costera, bosques galería a lo largo de los cursos fluviales, bosque tropical en las vertientes montañosas, y sabana o estepa en el altiplano central.
Casi todo el país forma parte del bioma sabana sudanesa-guineana, y una pequeña parte, en las tierras altas occidentales forma parte del bioma de bosque guineano-congolés. A pesar de su pequeño tamaño y los dos biomas, hay una diversidad de hábitats que incluyen bosque residual, sabana sudanesa en la esquina noroeste y extensos tramos de sabana guineana en el norte y el sur. En las tierras altas se encuentra bosque submontano y colinas cubierta de hierba. hay un lago costero importante, el lago Togo, y una línea costera de cocoteros. Dos cuencas principales drenan el país, la del río Mono, en la mitad sur del país, a través de la sabana guineana, y la del río Oti, a través de la sabana guineana, hasta el lago Volta en Ghana.

## Clima

Mapa de Köppen de climas de Togo. En azul oscuro, al sudoeste, clima tropical monzónico. El resto es tropical de sabana.

El clima es generalmente tropical con temperaturas medias que oscilan entre 27.5 °C en la costa, a unos 30 °C en las regiones más septentrionales, con un clima seco con características de una sabana tropical. Al ser un país muy alargado de sur a norte, desde la costa hacia el interior, hay significativas diferencias en el clima, aun dentro del mismo ámbito tropical.
En el centro y en el norte, el invierno es seco y cálido, con temperaturas mucho más contrastdas que en la costa y que pueden oscilar entre los 10.oC en las noches de enero y los 40.oC en abril o mayo. Las temperaturas aumentan en marzo y abril, cuando empiezan las lluvias. En Sokodé, en el centro del país, la media de las precipitaciones anuales es de 1.420 mm, con máximas que superan los 200 mm entre julio y septiembre, y mínimas que bajan de los 20 mm entre diciembre y febrero, con un acusado contraste entre los seis meses de invierno y los seis de verano, aunque no tanto en las temperaturas, que oscilan entre los 18 y los 34.oC en enero , y los 20 y los 27.oC en julio.
En el centro-sur, en la región del Altiplano, en un área de colinas que culmina a 986 m en el monte Agou, las lluvias son más abundantes en verano por encima de 500 m.
En la costa, las temperaturas no bajan durante el invierno. En Lomé, en enero, la media oscila entre 23 y 32.oC, y, en agosto, oscila entre 22 y 28.oC, en el periodo seco estival. Las lluvias son de unos 900 mm anuales en la capital, con dos periodos secos y dos húmedos. Entre noviembre y febrero, y en agosto, apenas llueve. Las dos estaciones de lluvias se dan, la primera entre abril y julio, y la segunda, entre septiembre y noviembre, con un máximo en junio de 200 mm.
El clima es tropical y húmedo durante siete meses, mientras que los vientos secos del desierto de los harmattan soplan al sur de noviembre a marzo, con lo que se da un tiempo más fresco.

## Geografía humana
En Togo, en 2020, la población era de 8 278 000 habitantes, con una densidad de 152 hab/km², mientras que se estima que en 2025 alcance  9 721 608 habitantes. El 43,3 % de la población es urbana, la media de edad es de 19,1 años y la edad media cuando se tiene el primer hijo es de 21 años.. El crecimiento de la población se ve afectado por la incidencia del sida. No obstante, se ha multiplicado por cuatro entre 1960 y 2010, debido a la alta natalidad, establecida en 4,22 hijos por mujer en 2020 y una tasa de crecimiento del 2,56 %. La tasa de nacimientos es de 32 por mil habitantes, y la de defunciones de 6,5 por mil habitantes.
Togo es un país de emigración y asilo. En la década de 1990, debido a la represión del dictador Gnassingbé Eyadéma y su etnia del norte, los kabye, de 300 000 a 350 000 togoleses emigraron a Benín y Ghana, de los que muchos volvieron cuando se estabilizó la situación en 1997. En 2005, otros 40 000 togoleses se marcharon a Benín y Ghana cuando estalló la violencia entre la oposición y las fuerzas de seguridad por culpa de la elección de Faure Gnassingbé, entonces presidente e hijo de Gnassingbé Eyadéma. La mitad de los refugiados volvió en 2006. En septiembre de 2017, había 9 600 refugiados de Ghana. En enero de 2020, había 11 968 refugiados en el país, 9 768 de Ghana, 1544 de Costa de Marfil, y 236 de la RCA.
Se estima que en Togo hay 37 grupos étnicos, dominados por el pueblo aja-ewé (42,4 %), seguido de los kabye (26 %), para-gourma/akan (17,1 %), akposso/akebu (4,1 %), ana-ife (3,2 %), otros togoleses (1,7 %) y extranjeros, 5,2 %.
La mayor parte pertenece al grupo racial sudanés, el 80 % del cual habita en las zonas rurales dentro de poblados tradicionales, donde practican una agricultura de subsistencia. La mayoría son cristianos (43,7 %), animistas (35,6 %) o musulmanes (14 %), mientras que los hindúes, los budistas y los judíos representan menos del 1 %.

## Geografía económica

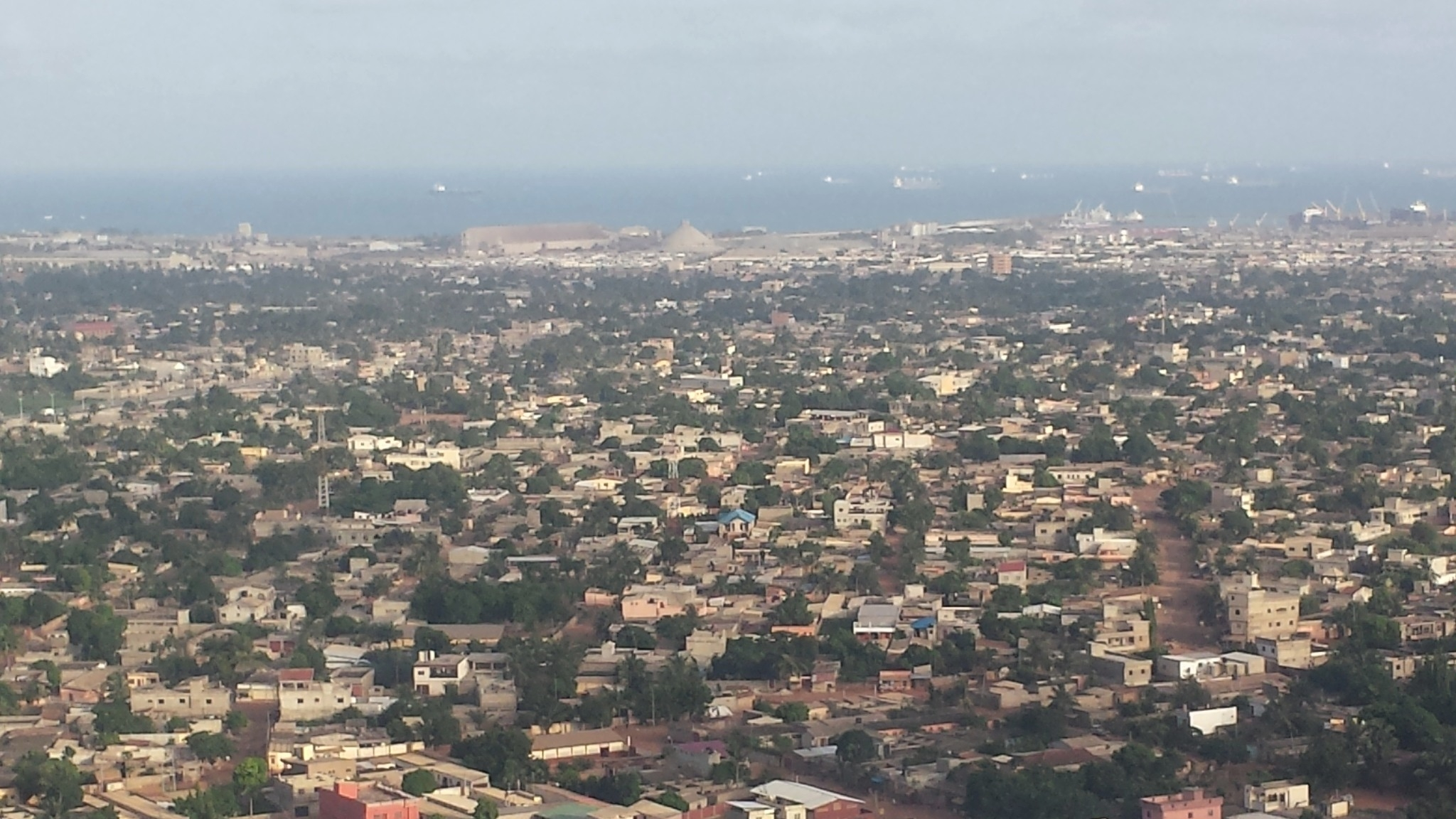
Vista aérea de Lomé, la capital, y el puerto al fondo.

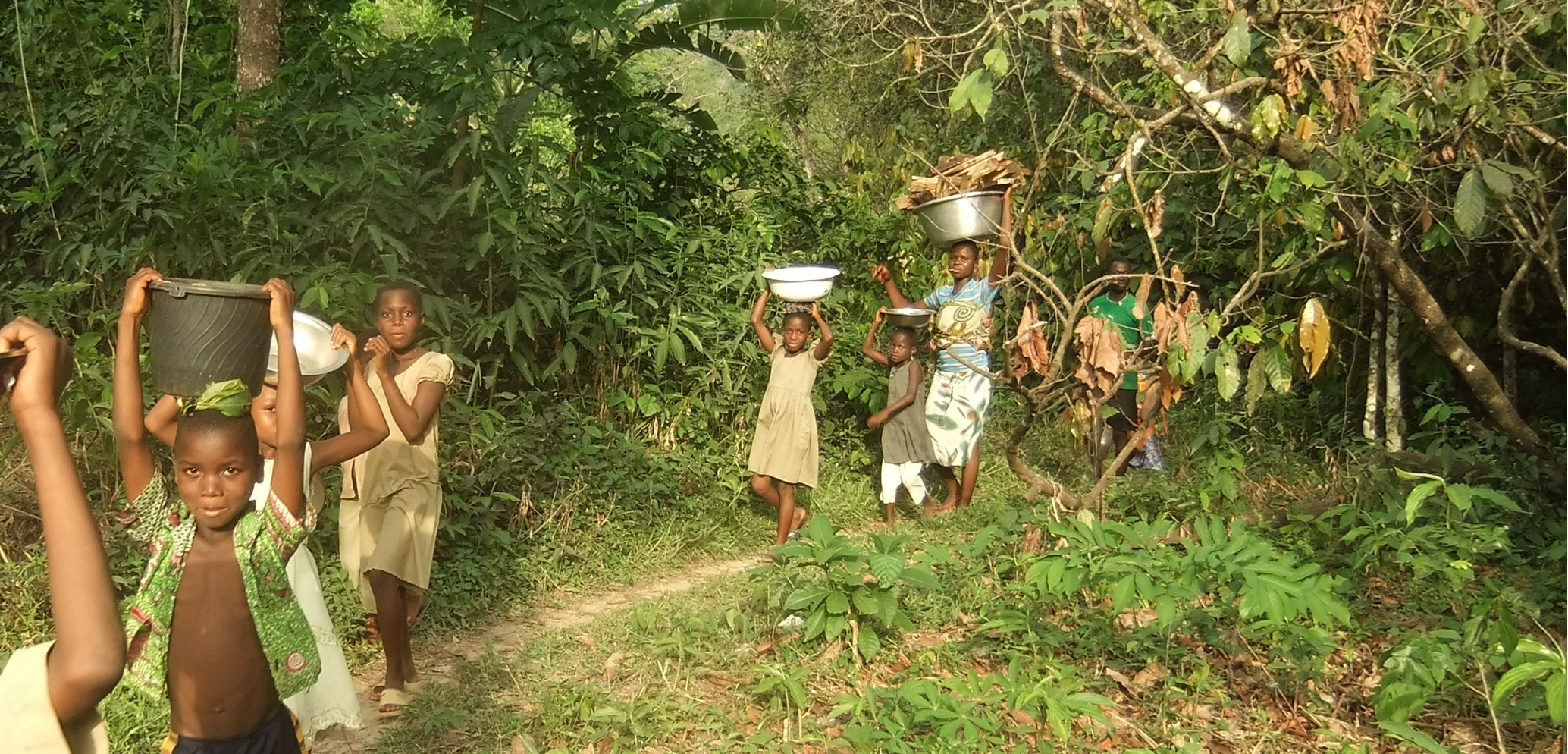
Portadoras de agua en el Altiplano

Togo es un país con una economía subdesarrollada, que se basa en el rudimentario sector agropecuario centrado principalmente en la llanura meridional (40 % del territorio). Los cultivos de subsistencia aportan ñame, mijo, batatas, mandioca, maíz, sorgo, arroz, legumbres, frutas y hortalizas; los cultivos de plantación destinados a la exportación producen café, cacao, algodón, cacahuetes, palma para la producción de aceite y coco para la producción de copra.
La ganadería, de poca importancia, se centra en la cría de ganado vacuno, caprino, ovino y porcino, así como volátiles. La pesca, practicada en el Atlántico y en aguas interiores, es de poca importancia. La explotación del subsuelo se basa principalmente en los fosfatos, extraídos en la región del lago Togo; se explotan también, aunque en menor medida, yacimientos de piedra caliza, mineral de hierro y bauxita.
El reducido sector industrial, ubicado en Lomé, cuenta con pequeñas empresas dedicadas a la elaboración de productos agrícolas (aceite de palma, tapioca) y manufacturas (zapatos, textiles de algodón); hay también una fábrica de cemento, una refinería de petróleo, y plantas mecánicas y siderúrgicas. Togo importa principalmente productos alimentarios, bienes de equipo, manufacturas y materias primas, y exporta fosfatos, cacao y café. El principal cliente y proveedor es Francia, seguida de los Países Bajos, Alemania y Gran Bretaña. La limitada red de transportes interior cuenta con una vía férrea construida en la época colonial, unida al sistema ferroviario de Benín, y con unos 7000 km de carreteras, insuficientes para las comunicaciones internas.
En Lomé se encuentran el puerto principal del país y el aeropuerto internacional. Togo es miembro de la ONU, la OUA, la OCAM, el Consejo de la Entente, y la Comunidad Económica de Estados de África Occidental, y está asociado a la CE dentro de la Convención de Lomé

## Áreas protegidas de Togo

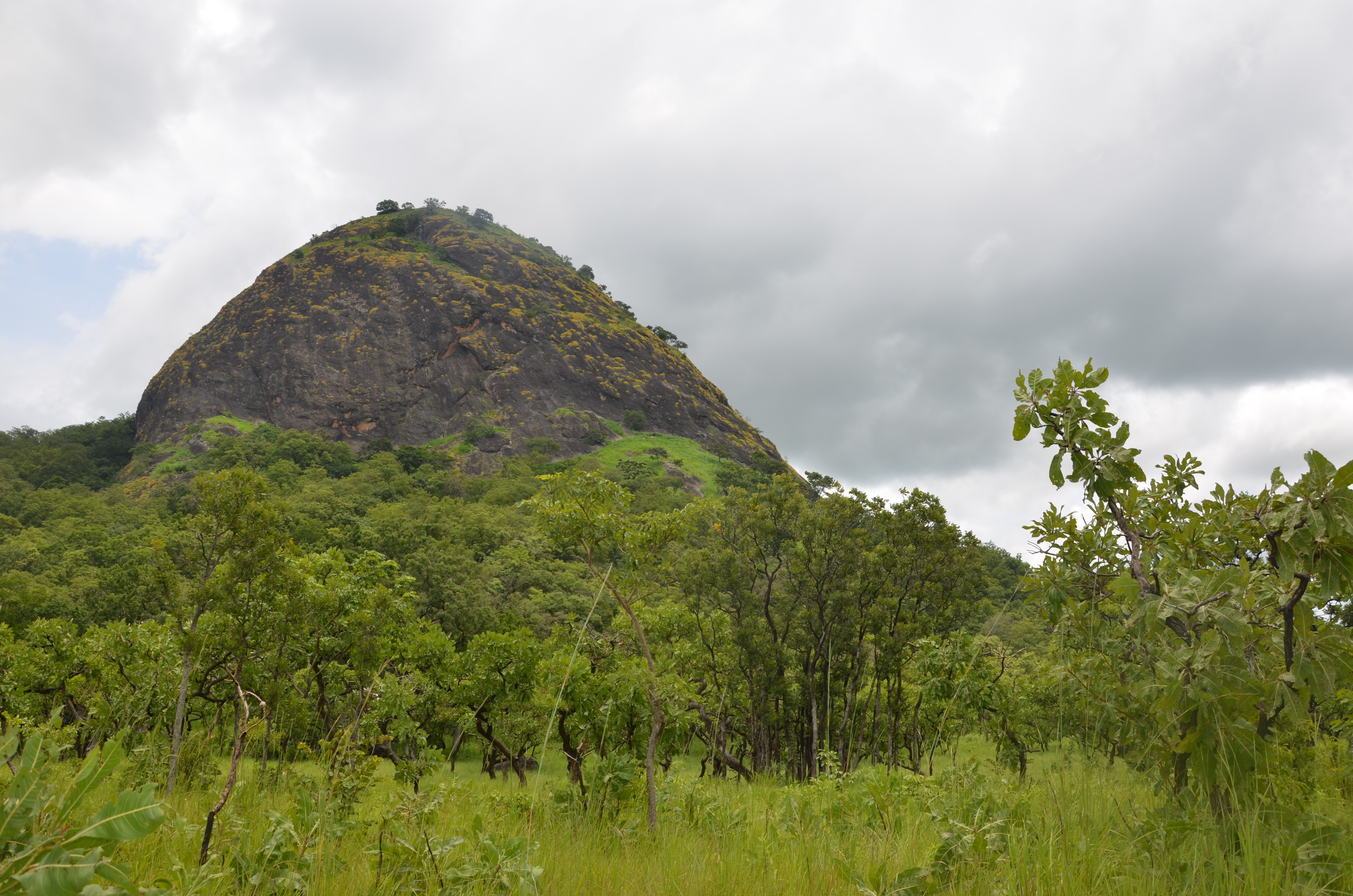
Parque nacional de Fazao Malfakassa.

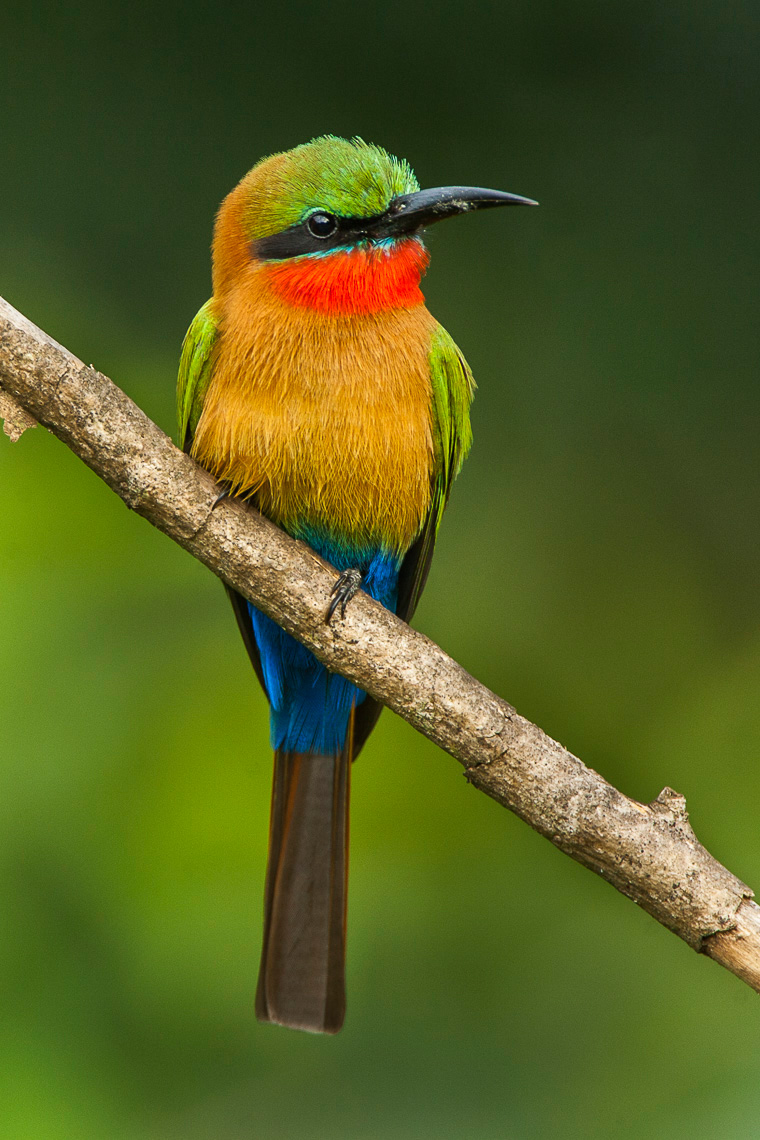
Abejaruco gorgirrojo en la Reserva de fauna del valle de Oti.

En Togo hay 92 áreas protegidas que cubren unos 15.877 km², el 27,62 % del total de 57.481 km², y 31 km² de áreas marinas, el 0,2 % de los 15.521 km² que pertenecen al país. Hay 3 parques nacionales, 78 reservas forestales y 6 reservas de fauna, además de una reserva de la biosfera de la Unesco (Oti-Keran/Oti-Mandouri, de 419 km²), y cuatro sitios Ramsar.

#### Parques nacionales
- Parque nacional de Fazao Malfakassa, 690 km²
- Parque nacional del Kéran, 1636 km²
- Parque nacional Fosse aux Lions, 16,5 km²

#### Sitios Ramsar
- Parque nacional del Kéran, 1634 km², 10°15′N 01°00′E
- Zonas húmedas del litoral de Togo, 5910 km², 06°34′N 01°25′E
- Reserva de fauna de Togodo, 310 km², 06°49′N 01°40′E
- Cuenca Oti-Mandouri, 4250 km², 10°37′N 00°37′E. Incluye la Reserva de fauna del valle de Oti, una de las cuatro IBAs (áreas de importancia para las aves) del país, con 1478 km².

#### Reservas de la biosfera de la Unesco
- Reserva de la biosfera de Oti-Keran/Oti-Mandouri, 1790 km², en el norte del país, con unos 16.700 habitantes y un núcleo de 419 km². Tiene una variada topografía dominada por amplios valles y vastas llanuras, con distintos ecosistemas que incluyen la sabana sudano-guineana con árboles.[7]